# Bodogaia, Harghita
Bodogaia (maghiară Alsóboldogfalva) este un sat în comuna Secuieni din județul Harghita, Transilvania, România.

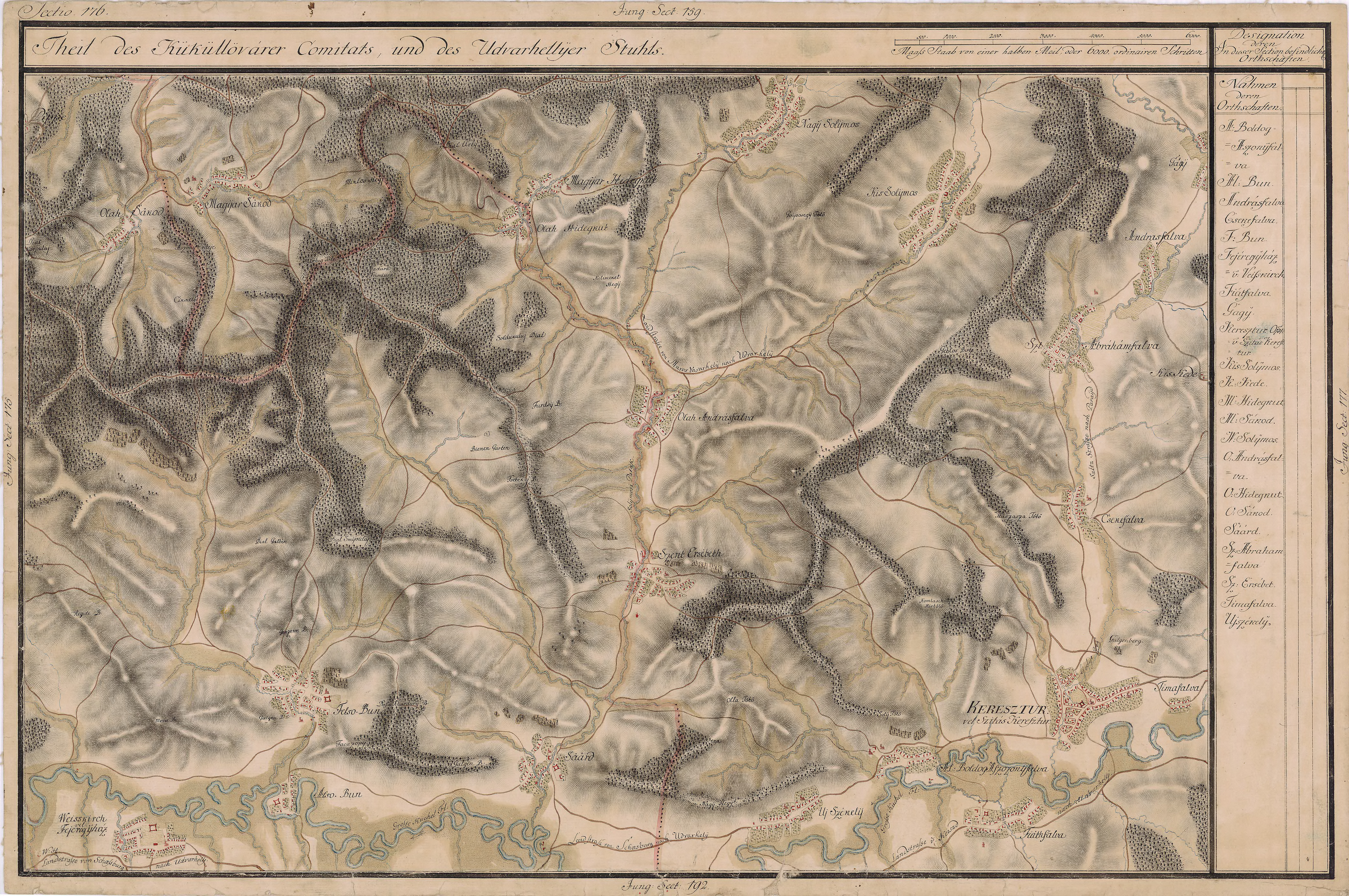
Bodogaia în Harta Iosefină a Transilvaniei, 1769-73

## Imagini

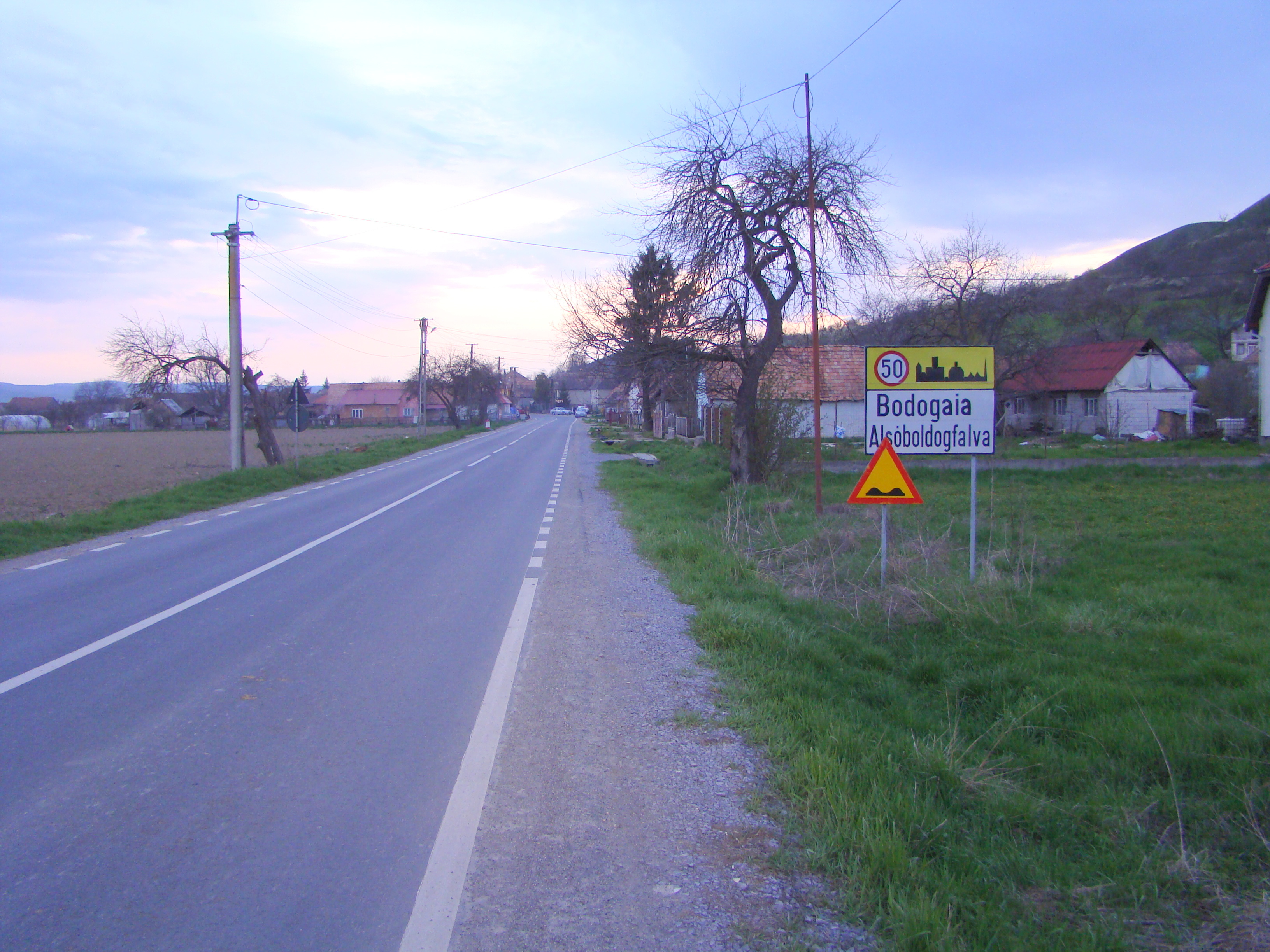
Intrarea în localitate
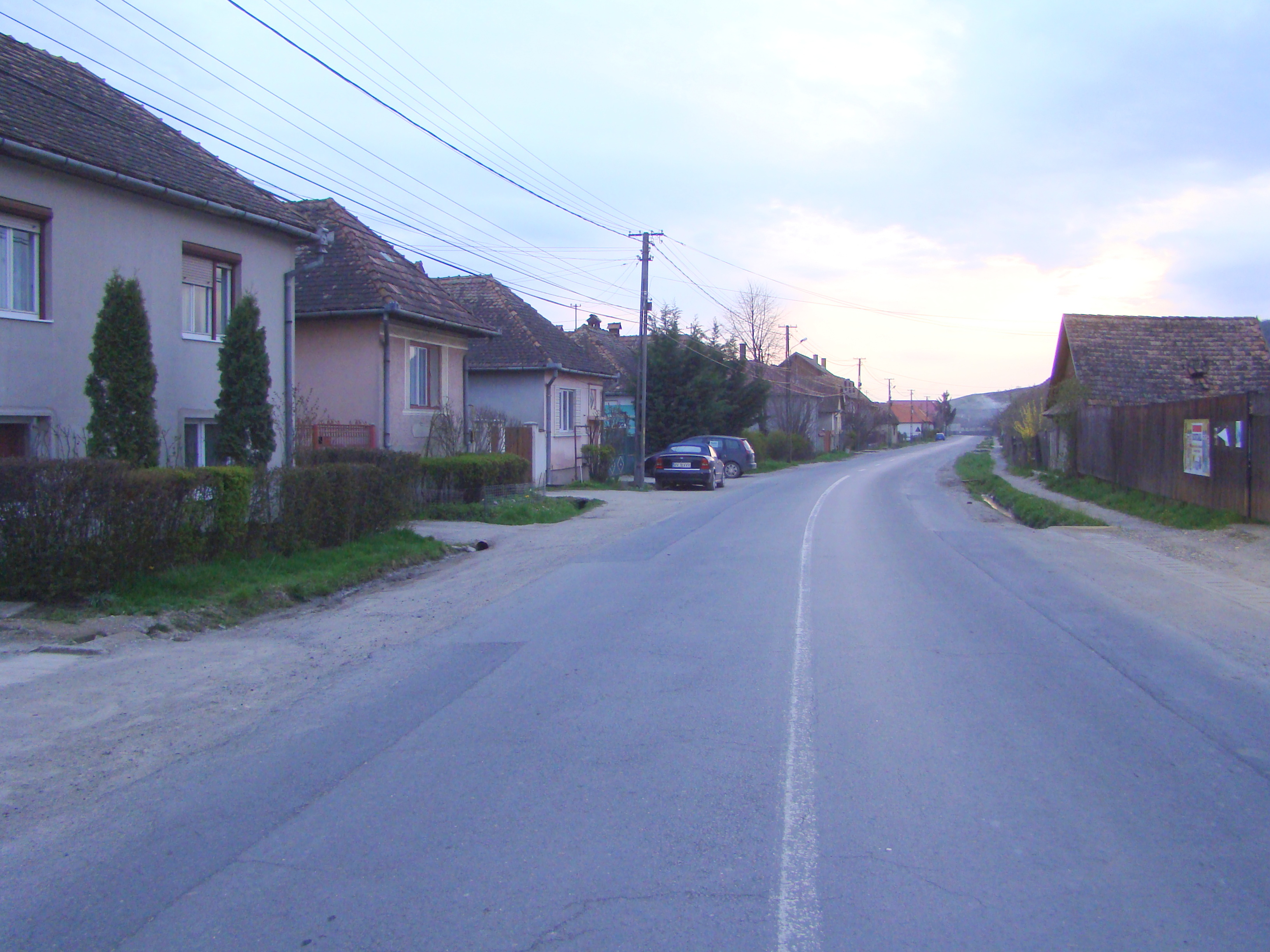
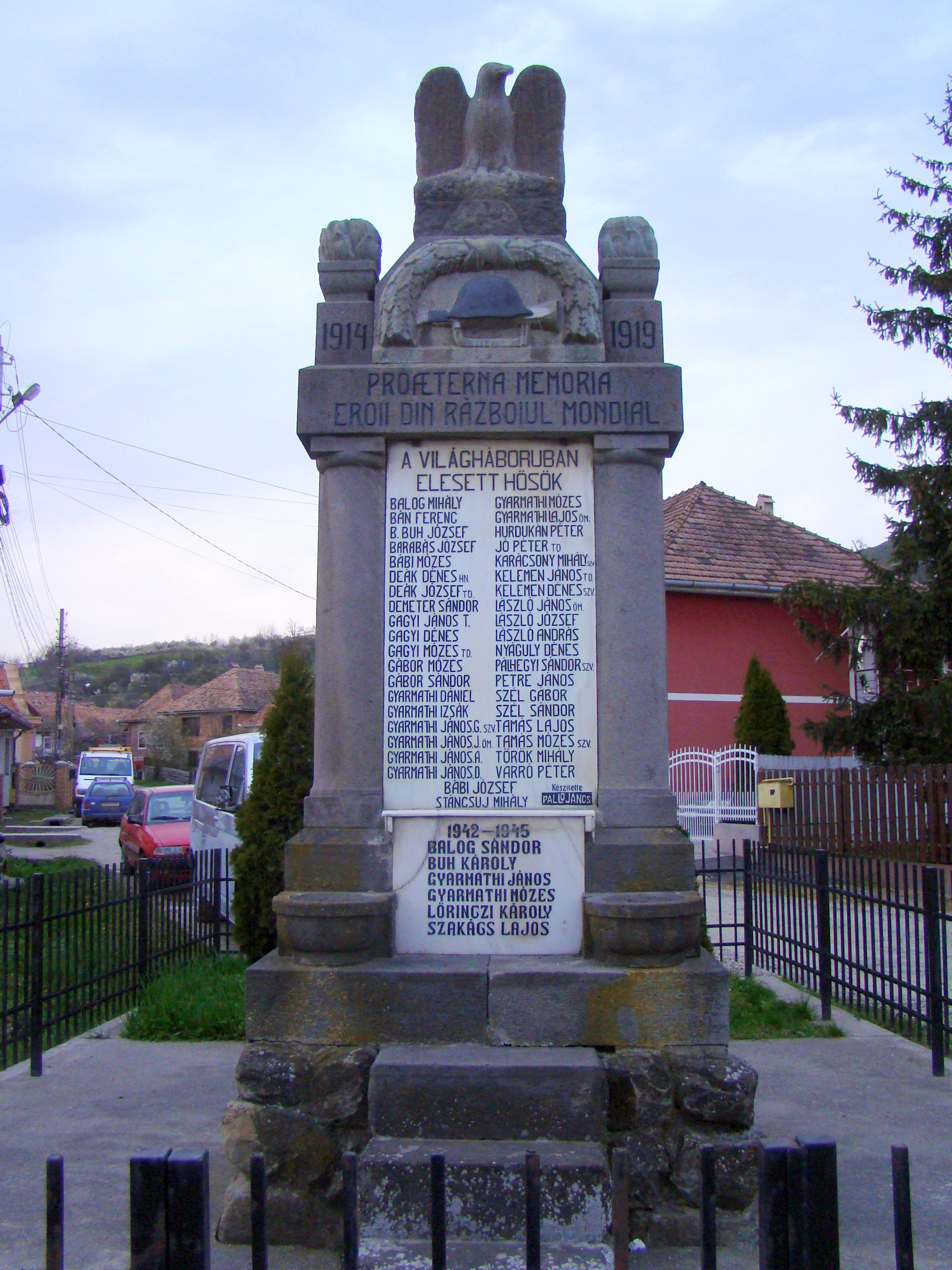
Monumentul eroilor
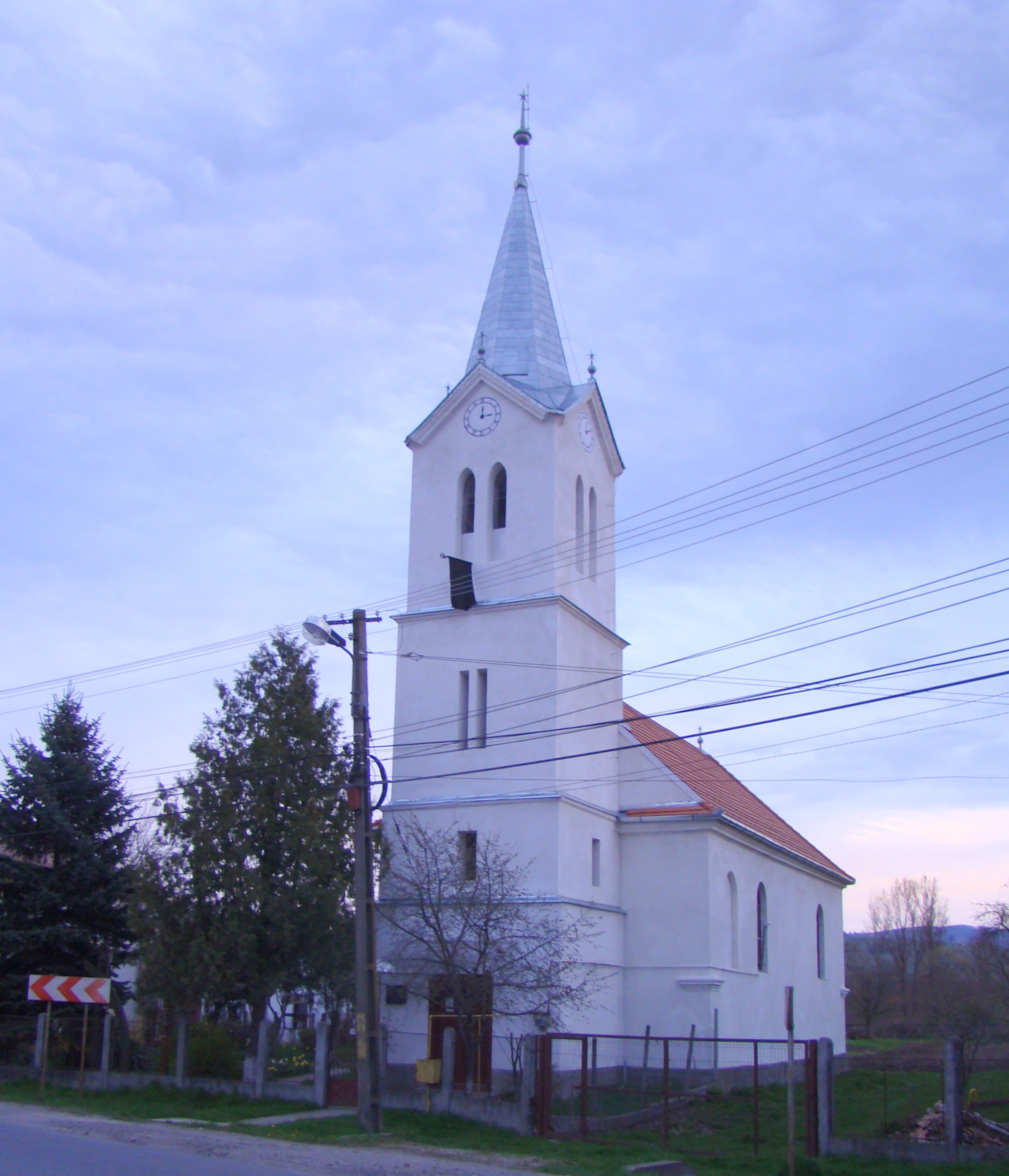
Biserica reformată
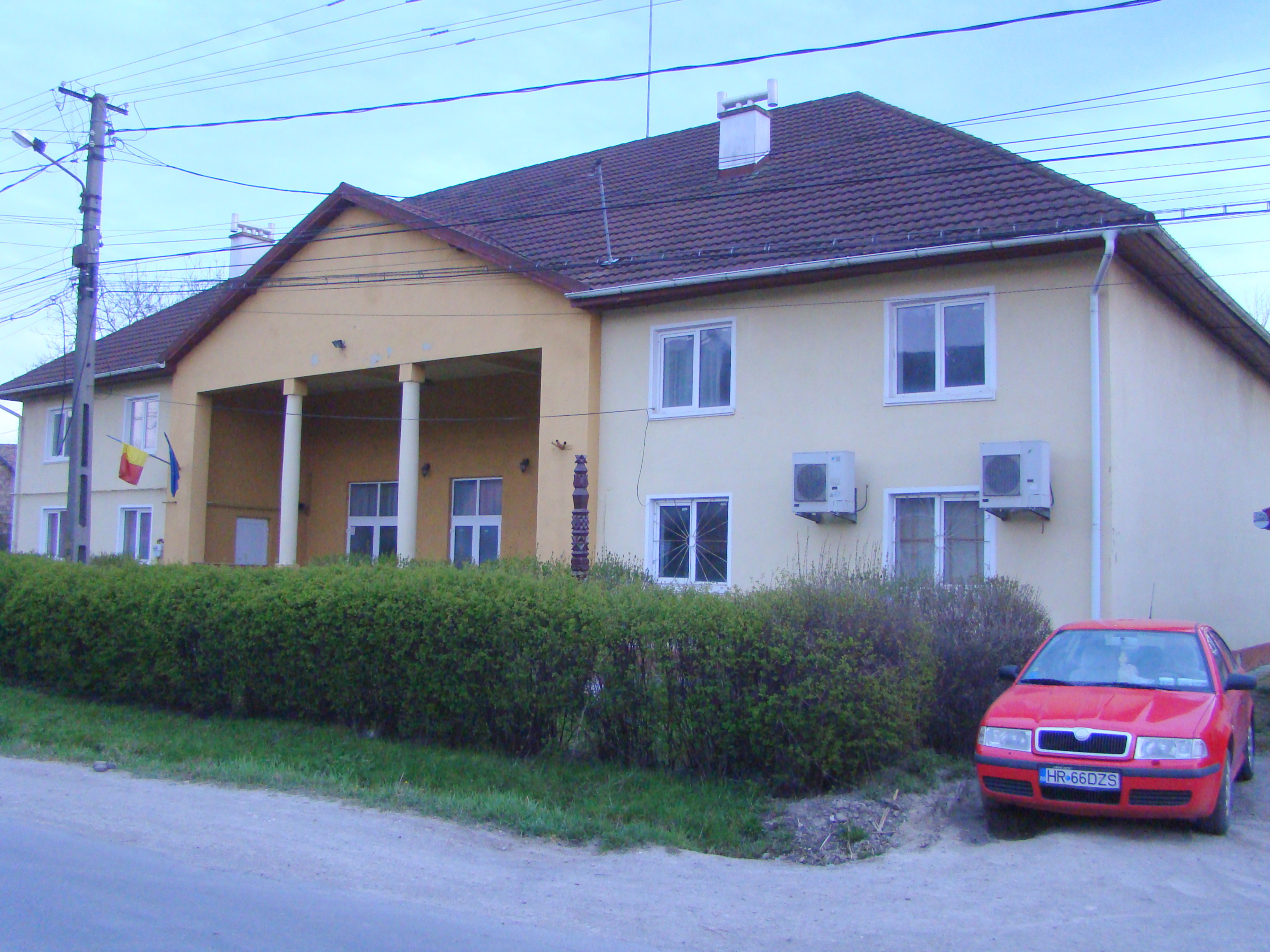
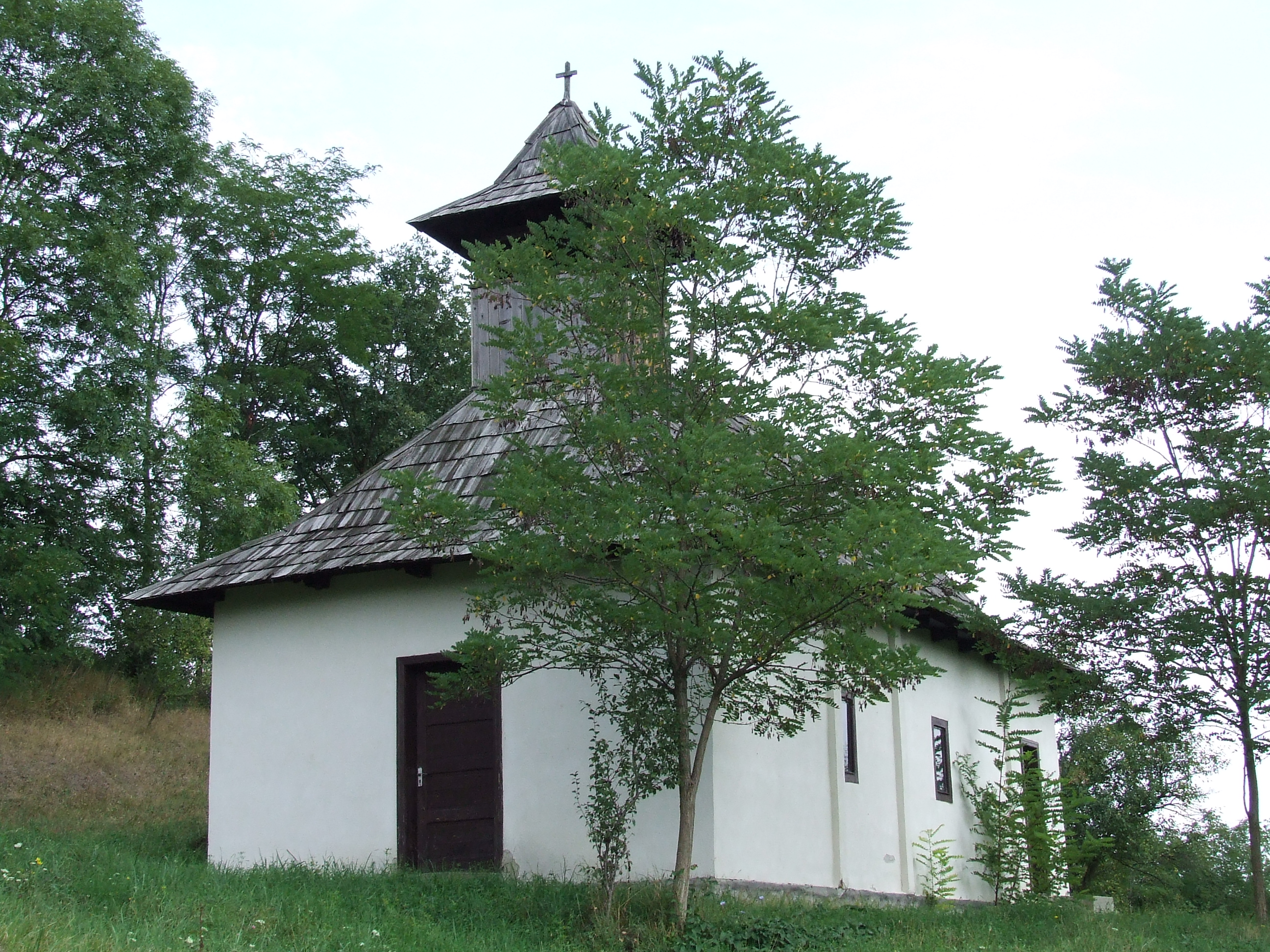
Biserica de lemn
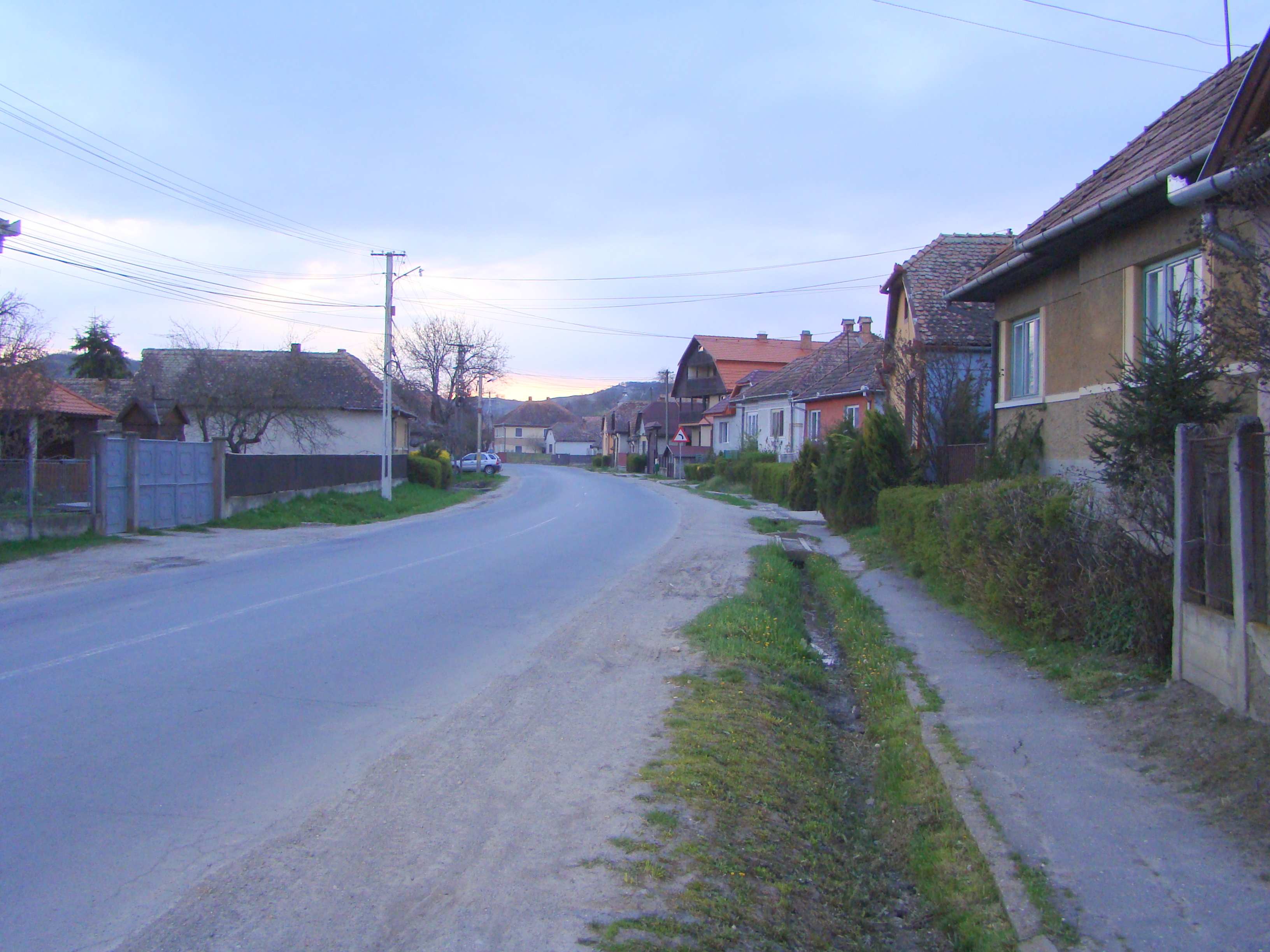

 Acest articol despre o localitate din județul Harghita este deocamdată un ciot. Puteți ajuta Wikipedia prin completarea lui.